# Стрекаловский, Василий Янович
Василий Янович Стрекаловский (род. 2 августа 1989 года) — российский борец вольного стиля, многократный чемпион России (среди глухих), чемпион Сурдлимпийских игр, Заслуженный мастер спорта России.

## Биография
Василий Стрекаловский Родился в с. Дирин Чурапчинского района Республики Саха (Якутия), по национальности Саха.
Вырос в Усть-Алданском улусе в родном селе отца с. Усун-Куель. В связи с нарушением слуха в 1996 году в возрасте 7 лет переехал с семьей в г. Нерюнгри и окончил там школу.
В секцию вольной борьбы к тренеру Киму Кимовичу Колодезникову в Дюсш ЭРЭЛ г. Нерюнгри привел отец, Стрекаловский Ян Николаевич. В Нерюнгри тренировался с 1999 — 2006 г.
Сразу после окончания школы поступил на Республиканский техникум-интернат профессиональной и медико социальной реабилитации Инвалидов 2006 — 2007 г., окончил с отличием.
На следующий год поступил с 2007 — 2012 г., в Северо-Восточный Федеральный университет(СВФУ), институт физической культуры и спорта, который окончил с красным дипломом. Там и встретился со своим тренером Стручковым Василием Егоровичем.
С 2012 — 2014 г., магистрант СВФУ им. М. К. Аммосова, институт физической культуры и спорта.
В настоящее время работает и тренируется в Республиканском центре спортивной подготовки Сборных команд и резерва под руководством Заслуженного тренера Российской Федерации Василия Егоровича Стручкова.
Василий женат и воспитывает трёх  дочерей.

## Спортивные достижения
- Чемпионат России по вольной борьбе (среди глухих) / 2017 — ;
- Сурдлимпийские игры (Deaflympics2017) / Вольная борьба / 2017 — ;
- Чемпионат России по вольной борьбе (среди глухих) / 2018 — ;
- Чемпионат Мира по Вольной борьбе (World Deaf Wrestling Championships) / 2018 — ;
- — Заслуженный мастер спорта России
- — Кавалер Ордена Полярная звезда[2]
- Номинация Человек года газета «Саха Сирэ» — 2018[3]
- Благодарность Президента Российской Федерации В.Путина — 2018[4]

## Социальные сети
- Instagram: strekal_wrestling